# Tomoderinae
Tomoderinae – podrodzina chrząszczy z podrzędu wielożernych i rodziny nakwiatkowatych.
Chrząszcze o kilkumilimetrowej długości ciele. Głowa ich cechuje się dwuzębnymi wierzchołkami żuwaczek oraz czułkami zwieńczonymi, trój- lub czwórczłonową, słabo zaznaczoną buławką. Szew czołowo-nadustkowy może być u nich wykształcony lub nieobecny, a wówczas zastąpiony jest poprzecznym wciskiem. Wąska szyja ma szerokość wynoszącą nie więcej niż ⅓ szerokości głowy. Przedplecze odznacza się wykształconą krawędzią przednią oraz  bruzdą przednasadową (łac. sulcus antebasalis) zaznaczoną jedynie w częściach bocznych, w sąsiedztwie hypomeronu. Kształt przedplecza jest za środkiem długości silnie przewężony bocznie. Boki przedniego płata przedplecza bywają ząbkowane. Kształt krótkiego śródpiersia jest półokrągły i styka się ono z mesepisternitami za przednią krawędzią śródtułowia. Wyrostek międzybiodrowy szeroko rozdziela biodra tylnej pary odnóży. Odnóża mają ostrogi na goleniach bardzo krótkie lub całkiem zanikłe. Narządy genitalne samców mają zazwyczaj fallobazę scaloną z tegmenem.
Podrodzina kosmopolityczna. W Polsce stwierdzono tylko jeden gatunek: Pseudotomoderus compressicollis.
Takson ten wprowadzony został w 1961 roku przez Paula Bonadonę jako plemię Tomoderini. Należą doń rodzaje:
- Macrotomoderus Pic, 1901
- Pseudotomoderus Pic, 1892
- Tomoderus La Ferté-Sénectère, 1849

Zapis kopalny podrodziny ogranicza się do rodzaju Tomoderus, znanego z eocenu, z inkluzji w bursztynie.